# Legzī
Legzī (persiska: لِگزی, لگزی) är en ort i Iran.   Den ligger i provinsen Kurdistan, i den nordvästra delen av landet, 400 km väster om huvudstaden Teheran. Legzī ligger 1 484 meter över havet och antalet invånare är 367.
Terrängen runt Legzī är huvudsakligen kuperad, men åt nordost är den platt.Runt Legzī är det ganska glesbefolkat, med 50 invånare per kvadratkilometer. Närmaste större samhälle är Saqqez, 18,2 km väster om Legzī. Trakten runt Legzī består i huvudsak av gräsmarker.